# Colinas Larsemann

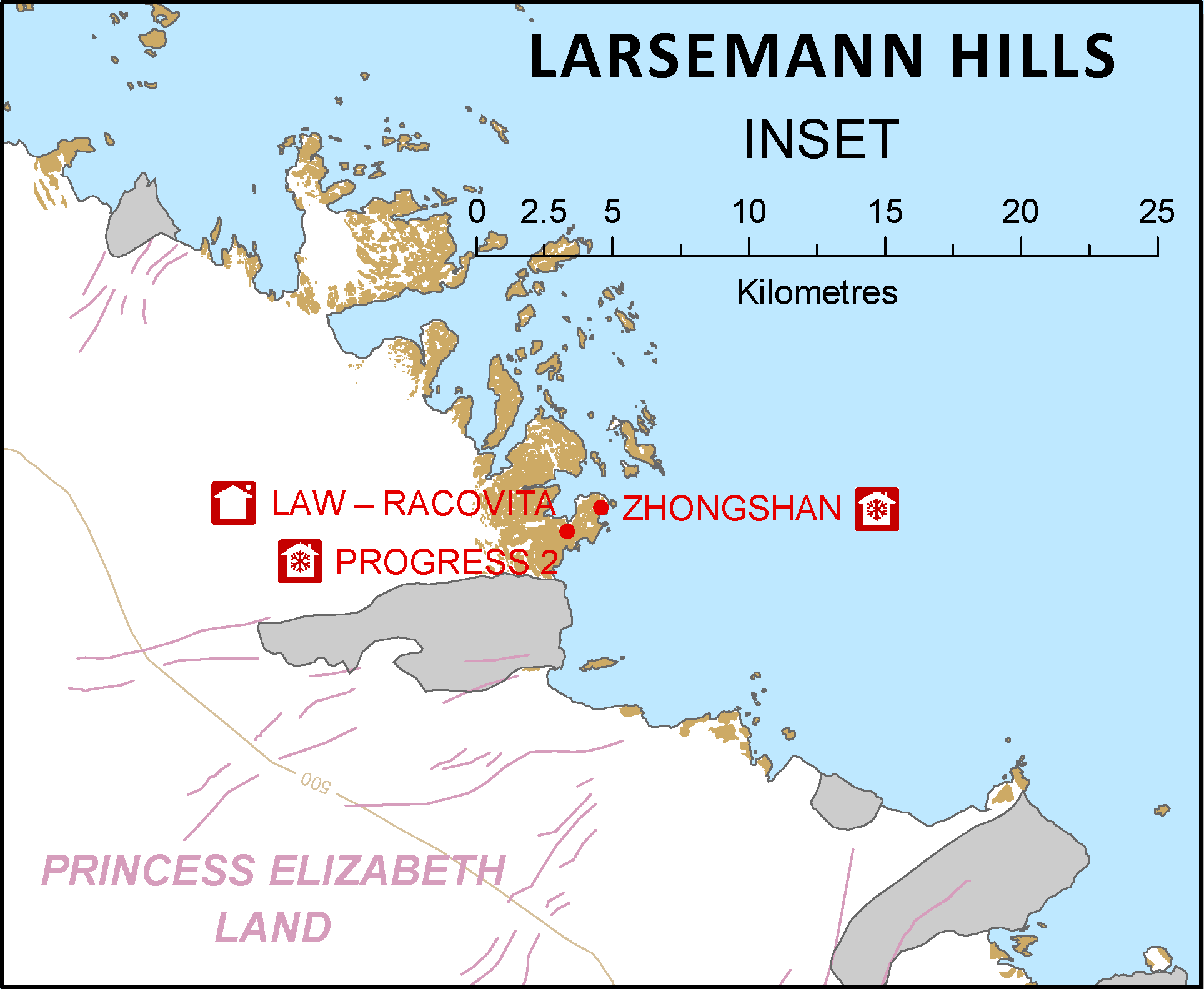
Mapa de las colinas Larsemann.

Las colinas de Larsemann (en inglés: Larsemann Hills) son una serie de colinas costeras, bajas y libres de hielo alrededor de la costa sureste de la bahía Prydz en la costa Ingrid Christensen de la Tierra de la Princesa Elizabeth.
Las colinas se extienden 9 millas al oeste del Glaciar Dalk. Descubiertas en febrero de 1935 por Mikkelsen Klarius, capitán del barco ballenero Thorshavn, enviado por el magnate ballenero noruego Lars Christensen quien le dio el nombre.